# Comuna Maidan, Drohobîci
Maidan (în ucraineană Майдан) este o comună în raionul Drohobîci, regiunea Liov, Ucraina, formată din satele Maidan (reședința) și Rîbnîk.

## Demografie
Componența lingvistică a comunei Maidan
     Ucraineană (99,8%)
     Alte limbi (0,1%)
Conform recensământului din 2001, majoritatea populației comunei Maidan era vorbitoare de ucraineană (99,8%), existând în minoritate și vorbitori de alte limbi.